# Le Buisson (Marna)
Le Buisson è un comune francese di 97 abitanti situato nel dipartimento della Marna nella regione del Grand Est.

## Società

### Evoluzione demografica
Abitanti censiti